# Daubenya zeyheri
Daubenya zeyheri är en sparrisväxtart som först beskrevs av Carl Sigismund Kunth, och fick sitt nu gällande namn av John Charles Manning och A.M.van der Merwe. Daubenya zeyheri ingår i släktet Daubenya, och familjen sparrisväxter. Inga underarter finns listade i Catalogue of Life.